# Malta al Festival de la Cançó d'Eurovisió
Malta ha participat en el Festival de la Cançó d'Eurovisió des de 1971. En els primers anys, el país no va obtenir bons resultats i es va retirar després de l'edició de 1975. No obstant això, des que hi van tornar en 1991 han obtingut millors resultats. Malgrat no haver guanyat, Malta ha estat prop de fer-ho en diverses ocasions. Juntament amb Regne Unit, Espanya, França i Suècia, Malta és un dels pocs països que no ha faltat a cap edició des de 1993, quan els països amb les puntuacions més baixes no podien participar en la següent edició.
Generalment, Malta usa l'anglès per interpretar les seves cançons. Només les dues primeres, en 1971 i 1972, van ser presentades en maltès. Ambdues cançons van quedar en últim lloc, en part atribuït a la barrera del llenguatge. Després d'un millor resultat en 1975, Malta s'hi va retirar. Durant la dècada dels vuitanta, Malta va tornar a mostrar interès a reintegrar-s'hi, però no ho va poder fer a causa que hi havia un nombre màxim de 22 participants cada any que li impedia fer-ho. Quan els Països Baixos es van retirar en 1991, Malta va entrar en el seu lloc. A l'any següent, el límit de participants va ser eliminat, fet que li va permetre participar cada any. Malgrat els seus bons resultats, Malta ha vist canviar la seva sort: en 2006 va quedar en últim lloc en la final i en 2007 no va passar de la semifinal.
A pesar de ser una illa de la Mediterrània, Malta s'ha vist beneficiat pel vot regional, ja que ha obtingut altes puntuacions per part de Turquia, Itàlia i dels altres dos països angloparlants: Irlanda i el Regne Unit; encara que, sorprenentment, també de Romania, Rússia, Ucraïna, Azerbaidjan i Croàcia. La persona que més vegades ha participat en el festival com a representant del país ha estat Chiara, en tres ocasions: 1998, 2005 i 2009. A més, ha estat una de les persones que millors resultats els ha donat (3a en 1998 i 2a en 2005), si bé en la seva tercera participació, en 2009, va quedar en 22a posició en la final amb la cançó "What if we".
Tampoc van classificar-se en 2010 amb Thea Garrett ni en 2011 amb Glen Vella, encara que van acabar molt a prop en els llocs 12è i 11è, respectivament.
Així i tot, sí que es van classificar en 2012 amb la 7a posició en la semifinal i 21a en la final amb 41 punts. En 2013, va quedar quarta en la semifinal i 8a en la final amb Gianluca.
En 2014, va quedar 9a en la semifinal i 23a en la gran final de Copenhaguen amb "Firelight". En 2015, Amber acabaria 11a en la semifinal amb 43 punts, per darrere d'Azerbaidjan, de manera que no aconseguí la classificació amb "Warrior".
Per a 2016, sortiria seleccionada l'experimentada Ira Losco, que hi tornava després del segon lloc obtingut en 2002. Després de guanyar la final nacional amb «Chameleon», un tema que va generar controvèrsia sobre el seu potencial competitiu en un festival com Eurovisió, aquest va ser finalment canviat per «Walk On Water», que va fer pujar Malta en les apostes ràpidament. Com a resultat, Malta aconseguiria entrar a la final, on quedaria en un bon 12è lloc amb un increïble suport del jurat que la va situar quarta, mentre que el televot la va deixar en la vint-i-unena posició.
Per a 2017, la cantant seleccionada seria Claudia Faniello, qui després de participar 10 vegades en la preselecció nacional Maltesa, aniria a Kíev amb el tema «Breathlessly» que finalment no aconseguiria passar a la final en acabar en el lloc 16è en la segona semifinal amb 55 punts, ja que va tenir bon suport del jurat però el televot la situà última.
En 2018, Christabelle Borg seria seleccionada per representar a Malta després de guanyar el MESC amb «Taboo», després d'intentar-ho 3 vegades prèviament. Al festival, la cantant no passaria a la final després d'acabar al 13è lloc en la segona semifinal amb 101 punts, ja que va ser última en el televot, però 5a per al jurat.
En 2019, Michela Pace va guanyar The X Factor. Això li va donar el dret de representar el seu país al festival, cosa que va fer amb la cançó «Chamaleon» (no té res a veure amb el tema que va interpretar Ira Losco a la preselecció de 2016). Aquesta va acabar 14a amb 107 punts en la final.
En un total de 13 vegades, Malta ha quedat dins del TOP-10 en una gran final.

## Participacions
Llegenda
| Any                                   | Seu         | Artista                     | Cançó                         | Final                | Punts                | Semifinal                   | Punts                       |
| ------------------------------------- | ----------- | --------------------------- | ----------------------------- | -------------------- | -------------------- | --------------------------- | --------------------------- |
| 1971                                  | Dublín      | Joe Grech                   | «Marija l-Maltija»            | 18                   | 52                   | No va haver-hi semifinals   | No va haver-hi semifinals   |
| 1972                                  | Edimburg    | Helen & Joseph              | «L-imħabba»                   | 18                   | 48                   | No va haver-hi semifinals   | No va haver-hi semifinals   |
| No hi va participar en 1973           |             |                             |                               |                      |                      |                             |                             |
| 1974                                  | Brighton    | Enzo Guzman                 | «Paċi fid-Dinja»              | Retirat              | Retirat              | Retirat                     | Retirat                     |
| 1975                                  | Estocolm    | Renato                      | «Singing this song»           | 12                   | 32                   | No va haver-hi semifinals   | No va haver-hi semifinals   |
| 1976                                  | La Haia     | Enzo Guzman                 | «Sing Your Song, Country Boy» | Retirat              | Retirat              | Retirat                     | Retirat                     |
| No hi va participar entre 1977 i 1990 |             |                             |                               |                      |                      |                             |                             |
| 1991                                  | Roma        | Georgina & Paul Giordimaina | «Could it be»                 | 6                    | 106                  | No va haver-hi semifinals   | No va haver-hi semifinals   |
| 1992                                  | Malmö       | Mary Spiteri                | «Little Child»                | 3                    | 123                  | No va haver-hi semifinals   | No va haver-hi semifinals   |
| 1993                                  | Millstreet  | William Mangion             | «This time»                   | 8                    | 69                   | Kvalifikacija za Millstreet | Kvalifikacija za Millstreet |
| 1994                                  | Dublín      | Chris & Moira               | «More than love»              | 5                    | 97                   | No va haver-hi semifinals   | No va haver-hi semifinals   |
| 1995                                  | Dublín      | Mike Spiteri                | «Keep me in mind»             | 10                   | 76                   | No va haver-hi semifinals   | No va haver-hi semifinals   |
| 1996                                  | Oslo        | Miriam Christine            | «In a woman's heart»          | 10                   | 68                   | 4                           | 138                         |
| 1997                                  | Dublín      | Debbie Scerri               | «Let me fly»                  | 9                    | 66                   | No va haver-hi semifinals   | No va haver-hi semifinals   |
| 1998                                  | Birmingham  | Chiara                      | «The one that I love»         | 3                    | 165                  | No va haver-hi semifinals   | No va haver-hi semifinals   |
| 1999                                  | Jerusalem   | Times 3                     | «Believe 'n peace»            | 15                   | 32                   | No va haver-hi semifinals   | No va haver-hi semifinals   |
| 2000                                  | Estocolm    | Claudette Pace              | «Desire»                      | 8                    | 73                   | No va haver-hi semifinals   | No va haver-hi semifinals   |
| 2001                                  | Copenhaguen | Fabrizio Faniello           | «Another summer night»        | 9                    | 48                   | No va haver-hi semifinals   | No va haver-hi semifinals   |
| 2002                                  | Tallinn     | Ira Losco                   | «7th wonder»                  | 2                    | 164                  | No va haver-hi semifinals   | No va haver-hi semifinals   |
| 2003                                  | Riga        | Lynn Chircop                | «To dream again»              | 25                   | 4                    | No va haver-hi semifinals   | No va haver-hi semifinals   |
| 2004                                  | Istanbul    | Julie & Ludwig              | «On again...Off again»        | 12                   | 50                   | 8                           | 74                          |
| 2005                                  | Kíev        | Chiara                      | «Angel»                       | 2                    | 192                  | Top 12 de l'any anterior    | Top 12 de l'any anterior    |
| 2006                                  | Atenes      | Fabrizio Faniello           | «I do»                        | 24                   | 1                    | Top 11 de l'any anterior    | Top 11 de l'any anterior    |
| 2007                                  | Hèlsinki    | Olivia Lewis                | «Vértigo»                     | No es va classificar | No es va classificar | 25                          | 15                          |
| 2008                                  | Belgrad     | Bruna Camarelli             | «Vodka»                       | No es va classificar | No es va classificar | 14                          | 38                          |
| 2009                                  | Moscou      | Chiara                      | «What if we»                  | 22                   | 31                   | 6                           | 86                          |
| 2010                                  | Oslo        | Thea Garret                 | «My dream»                    | No es va classificar | No es va classificar | 12                          | 45                          |
| 2011                                  | Düsseldorf  | Glen Vella                  | «One life»                    | No es va classificar | No es va classificar | 11                          | 54                          |
| 2012                                  | Bakú        | Kurt Calleja                | «This is the night»           | 21                   | 41                   | 7                           | 70                          |
| 2013                                  | Malmö       | Gianluca Bezzina            | «Tomorrow»                    | 8                    | 120                  | 4                           | 118                         |
| 2014                                  | Copenhaguen | Firelight                   | «Coming home»                 | 23                   | 32                   | 9                           | 63                          |
| 2015                                  | Viena       | Amber                       | «Warrior»                     | No es va classificar | No es va classificar | 11                          | 43                          |
| 2016                                  | Estocolm    | Ira Losco                   | «Walk on Water»               | 12                   | 153                  | 3                           | 209                         |
| 2017                                  | Kíev        | Claudia Faniello            | «Breathlessly»                | No es va classificar | No es va classificar | 16                          | 55                          |
| 2018                                  | Lisboa      | Christabelle                | «Taboo»                       | No es va classificar | No es va classificar | 13                          | 101                         |
| 2019                                  | Tel-Aviv    | Michela                     | «Chameleon»                   | 14                   | 107                  | 8                           | 157                         |
| 2020                                  | Rotterdam   | Destiny Chukunyere          | «All Of My Love»              | Festival cancel·lat  | Festival cancel·lat  | Festival cancel·lat         | Festival cancel·lat         |
| 2021                                  | Rotterdam   | Destiny Chukunyere          | «Je Me Casse»                 | 7                    | 255                  | 1                           | 325                         |
| 2022                                  | Torí        | Emma Muscat                 | «I Am What I Am»              | No es va classificar | No es va classificar | 16                          | 47                          |
| 2023                                  | Liverpool   | The Busker                  | «Dance (Our Own Party)»       | No es va classificar | No es va classificar | 15                          | 3                           |
| 2024                                  | Malmö       | Sarah Bonnici               | «Loop»                        | No es va classificar | No es va classificar | 16                          | 13                          |
| 2025                                  | Basilea     | Miriana Conte               | «Serving»                     | 17                   | 91                   | 9                           | 53                          |
| 2026                                  |             |                             |                               |                      |                      |                             |                             |

## Votació de Malta
Fins a 2019, la votació de Malta ha estat:
| Més punts atorgats només en la gran final | Més punts atorgats només en la gran final | Més punts atorgats només en la gran final |
| Pos.                                      | País                                      | Punts                                     |
| ----------------------------------------- | ----------------------------------------- | ----------------------------------------- |
| 1                                         | Itàlia                                    | 173                                       |
| 2                                         | Regne Unit                                | 144                                       |
| 3                                         | Suècia                                    | 133                                       |
| 4                                         | Xipre                                     | 94                                        |
| 4                                         | Grècia                                    | 90                                        |

| Més punts atorgats en semifinals i final | Més punts atorgats en semifinals i final | Més punts atorgats en semifinals i final |
| Pos.                                     | País                                     | Punts                                    |
| ---------------------------------------- | ---------------------------------------- | ---------------------------------------- |
| 1                                        | Suècia                                   | 214                                      |
| 2                                        | Itàlia                                   | 173                                      |
| 3                                        | Regne Unit                               | 144                                      |
| 4                                        | Grècia                                   | 130                                      |
| 5                                        | Israel                                   | 119                                      |

| Més punts rebuts només en la gran final | Més punts rebuts només en la gran final | Més punts rebuts només en la gran final |
| Pos.                                    | País                                    | Punts                                   |
| --------------------------------------- | --------------------------------------- | --------------------------------------- |
| 1                                       | Regne Unit                              | 103                                     |
| 2                                       | Irlanda                                 | 95                                      |
| 3                                       | Espanya                                 | 84                                      |
| 4                                       | Croàcia                                 | 82                                      |
| 5                                       | Turquia                                 | 78                                      |

| Més punts rebuts en semifinals i final | Més punts rebuts en semifinals i final | Més punts rebuts en semifinals i final |
| Pos.                                   | País                                   | Punts                                  |
| -------------------------------------- | -------------------------------------- | -------------------------------------- |
| 1                                      | Regne Unit                             | 155                                    |
| 2                                      | Irlanda                                | 115                                    |
| 3                                      | Croàcia                                | 113                                    |
| 4                                      | Turquia                                | 93                                     |
| 4                                      | Espanya                                | 93                                     |

## 12 punts
- Malta ha donat 12 punts a:

### Final (1975 - 2003)
| Any                                   | País                                  | Any  | País       | Any  | País     |
| ------------------------------------- | ------------------------------------- | ---- | ---------- | ---- | -------- |
| 1975                                  | Països Baixos                         | 1994 | Eslovàquia | 1999 | Suècia   |
| No hi va participar entre 1976 i 1990 | No hi va participar entre 1976 i 1990 | 1995 | Croàcia    | 2000 | Rússia   |
| 1991                                  | Xipre                                 | 1996 | Àustria    | 2001 | Estònia  |
| 1992                                  | Irlanda                               | 1997 | Espanya    | 2002 | Xipre    |
| 1993                                  | Irlanda                               | 1998 | Israel     | 2003 | Islàndia |

| Any  | País     | Any  | País        |
| ---- | -------- | ---- | ----------- |
| 2004 | Grècia   | 2010 | Bèlgica     |
| 2005 | Letònia  | 2011 | Croàcia     |
| 2006 | Suècia   | 2012 | Turquia     |
| 2007 | Letònia  | 2013 | Azerbaidjan |
| 2008 | Suïssa   | 2014 | Romania     |
| 2009 | Islàndia | 2015 | Suècia      |

| Any  | Jurat         | Televot    |
| ---- | ------------- | ---------- |
| 2016 | Armènia       | Rússia     |
| 2017 | Bulgària      | Bulgària   |
| 2018 | Noruega       | San Marino |
| 2019 | Països Baixos | Suïssa     |
| 2021 |               |            |

| Any  | País       | Any  | País        |
| ---- | ---------- | ---- | ----------- |
| 2004 | Grècia     | 2010 | Azerbaidjan |
| 2005 | Xipre      | 2011 | Azerbaidjan |
| 2006 | Suïssa     | 2012 | Azerbaidjan |
| 2007 | Regne Unit | 2013 | Azerbaidjan |
| 2008 | Suècia     | 2014 | Itàlia      |
| 2009 | Islàndia   | 2015 | Itàlia      |

| Any  | Jurat      | Televot   |
| ---- | ---------- | --------- |
| 2016 | Regne Unit | Austràlia |
| 2017 | Itàlia     | Itàlia    |
| 2018 | Xipre      | Itàlia    |
| 2019 | Itàlia     | Itàlia    |
| 2021 |            |           |

## Galeria d'imatges

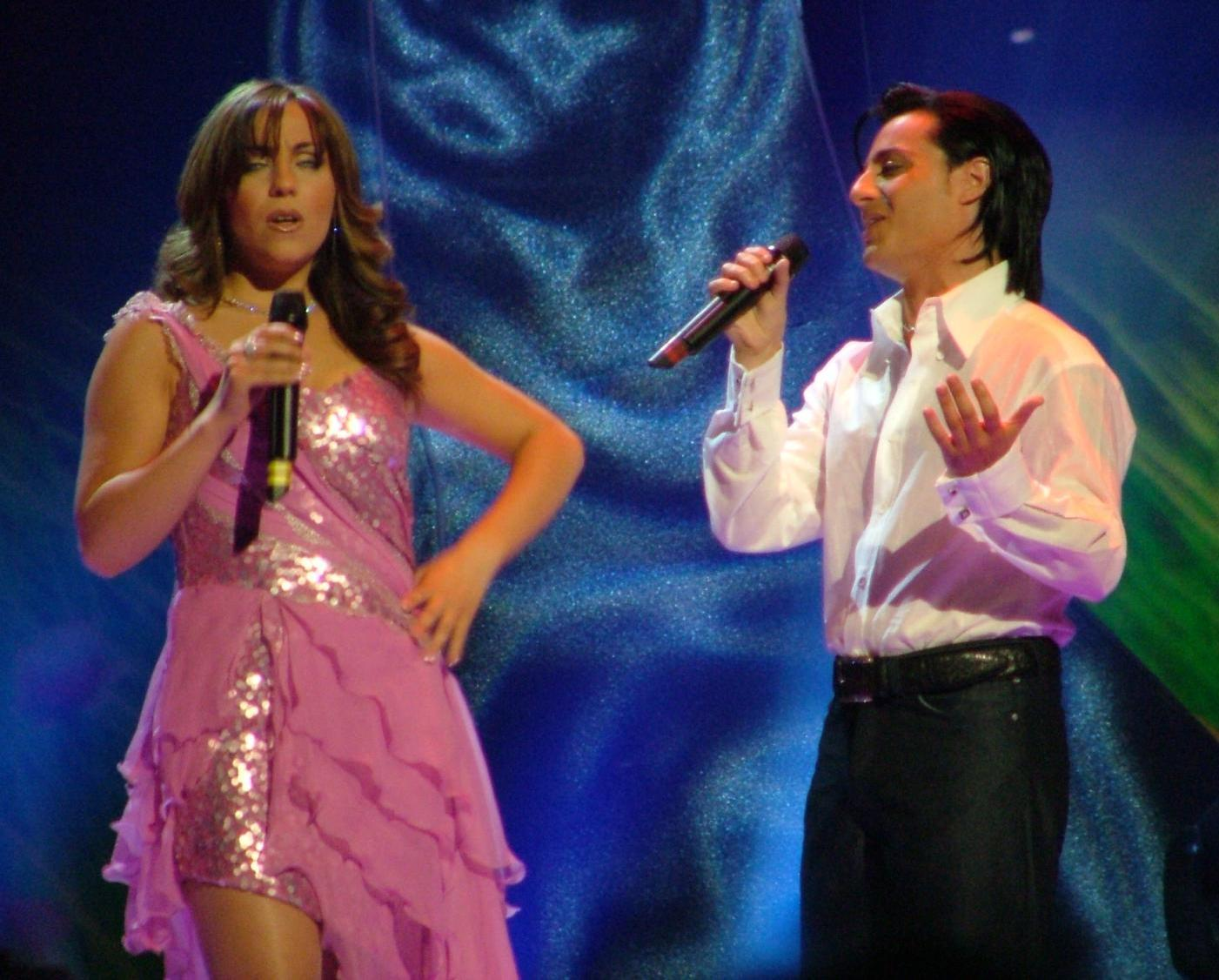
Julie & Ludwig during a Istanbul (2004)
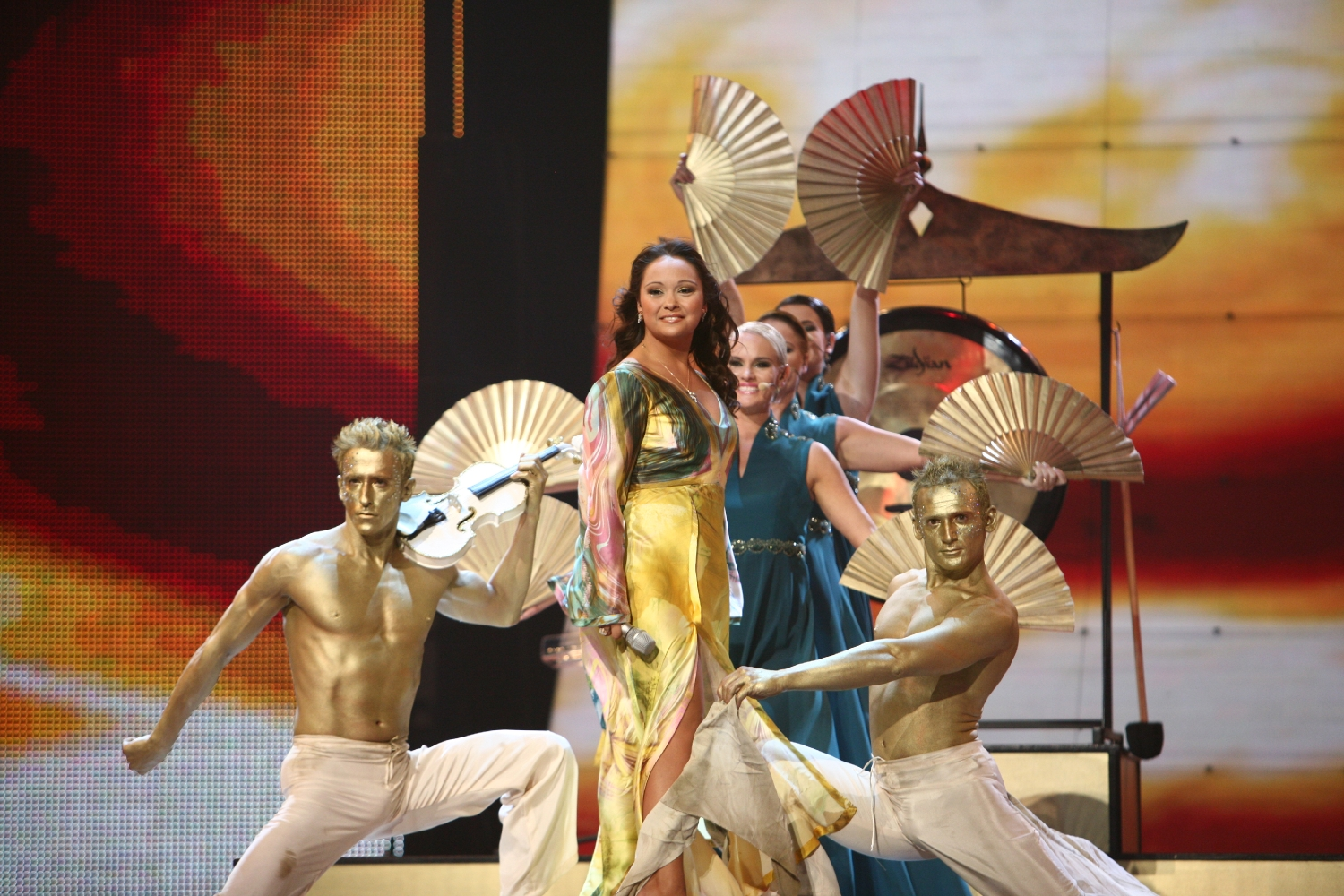
Olivia Lewis a Hèlsinki (2007)
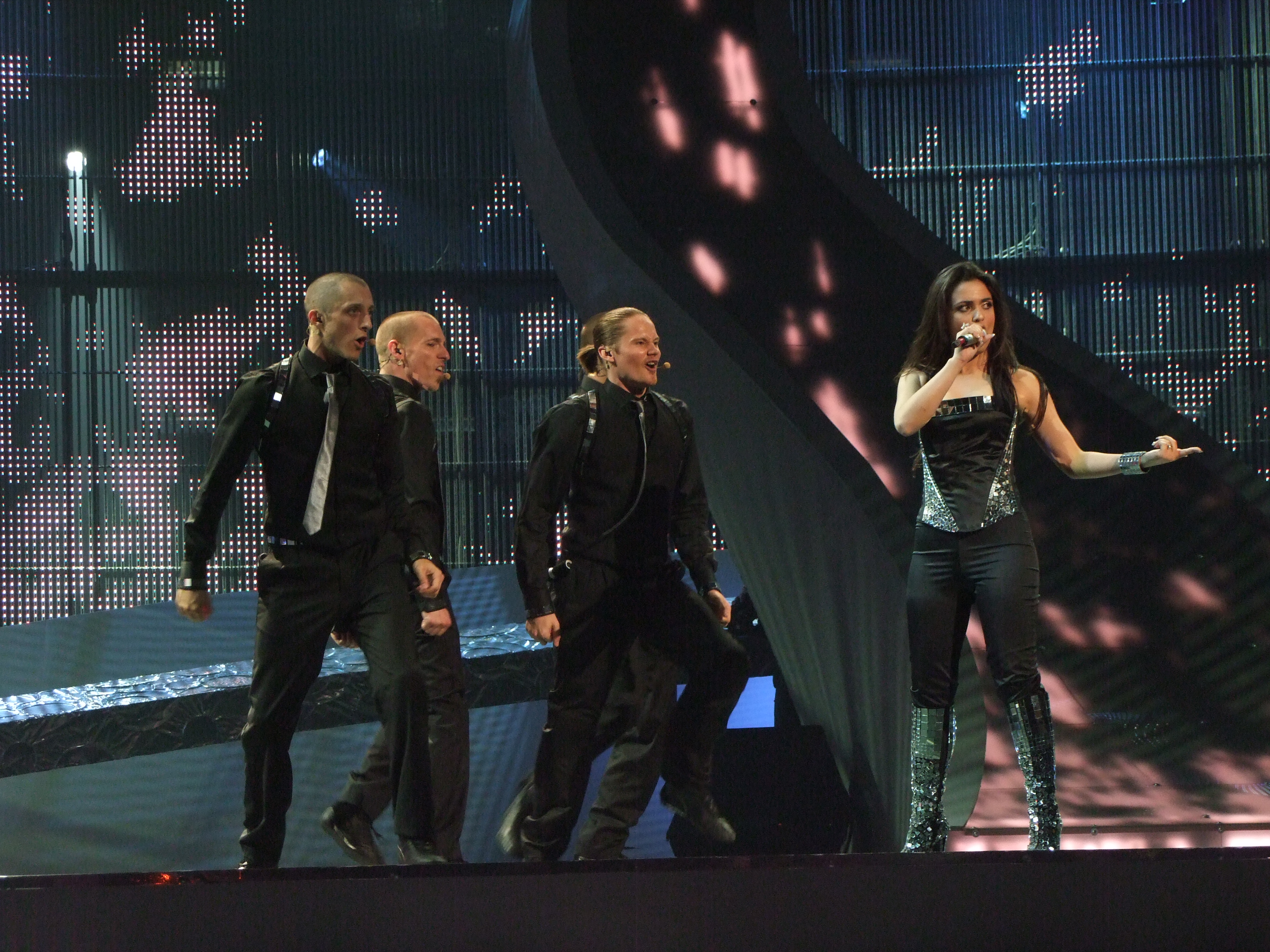
Morena a Belgrad (2008)
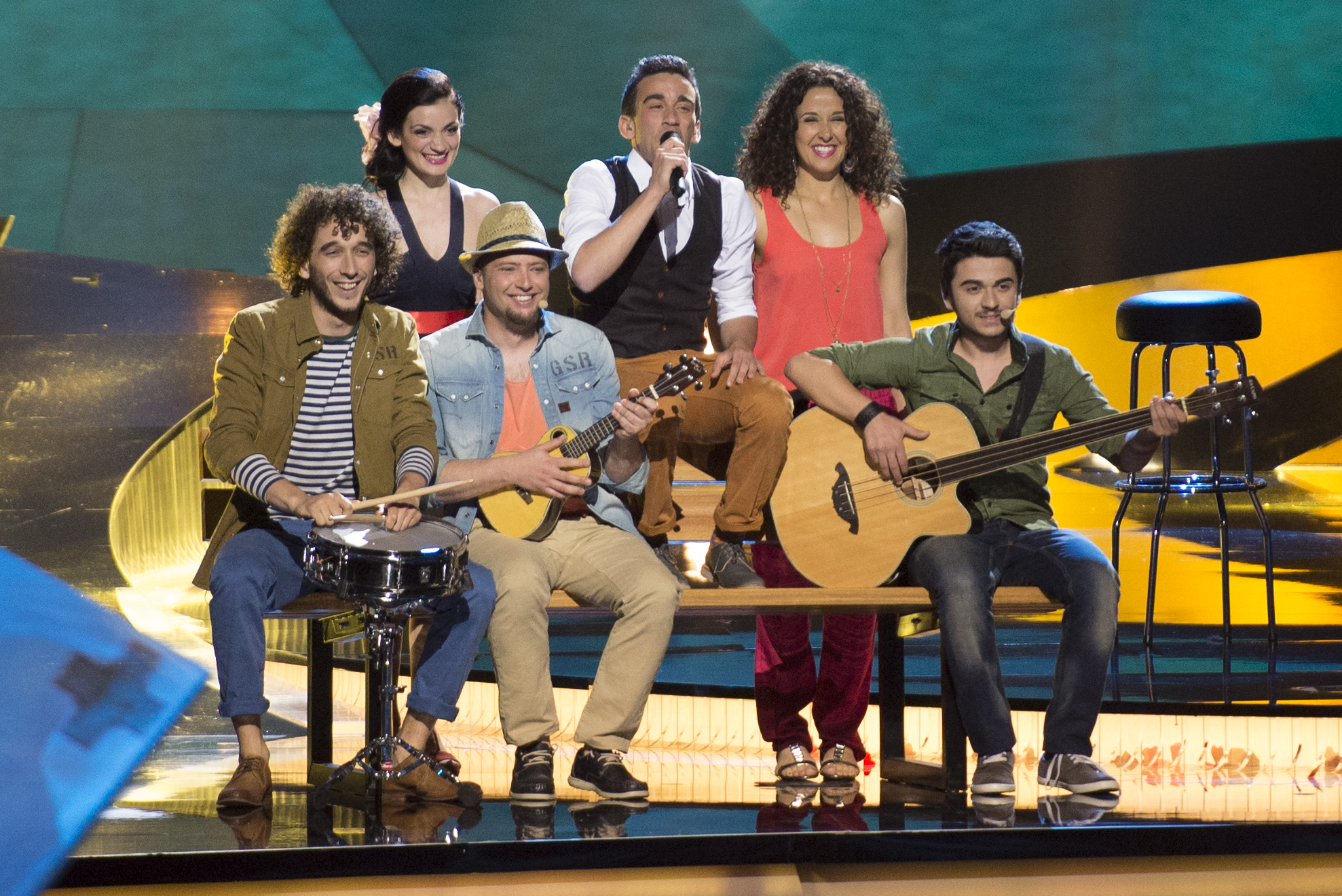
Gianluca Bezzina a Malmö (2013)
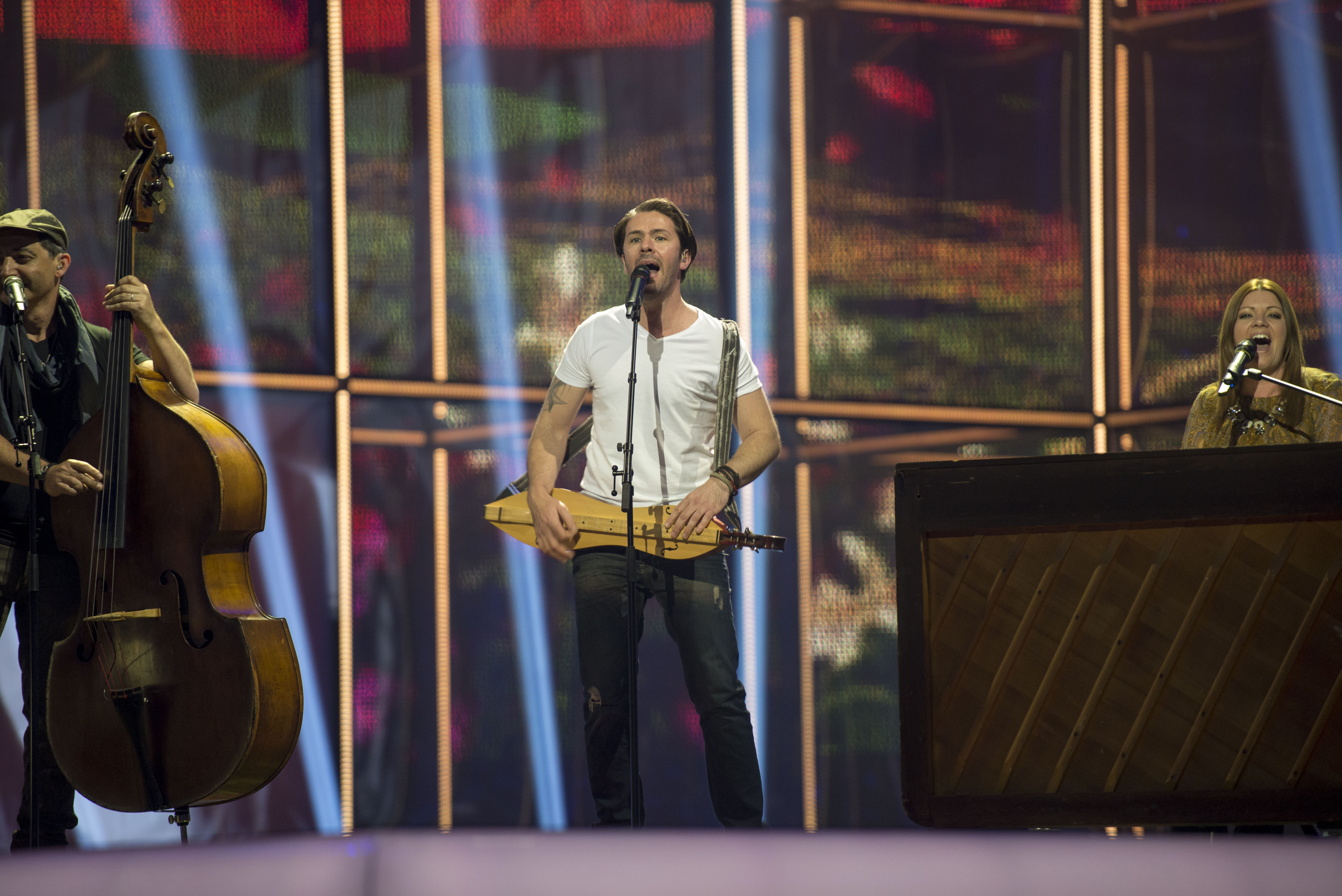
Firelight a Copenhaguen (2014)
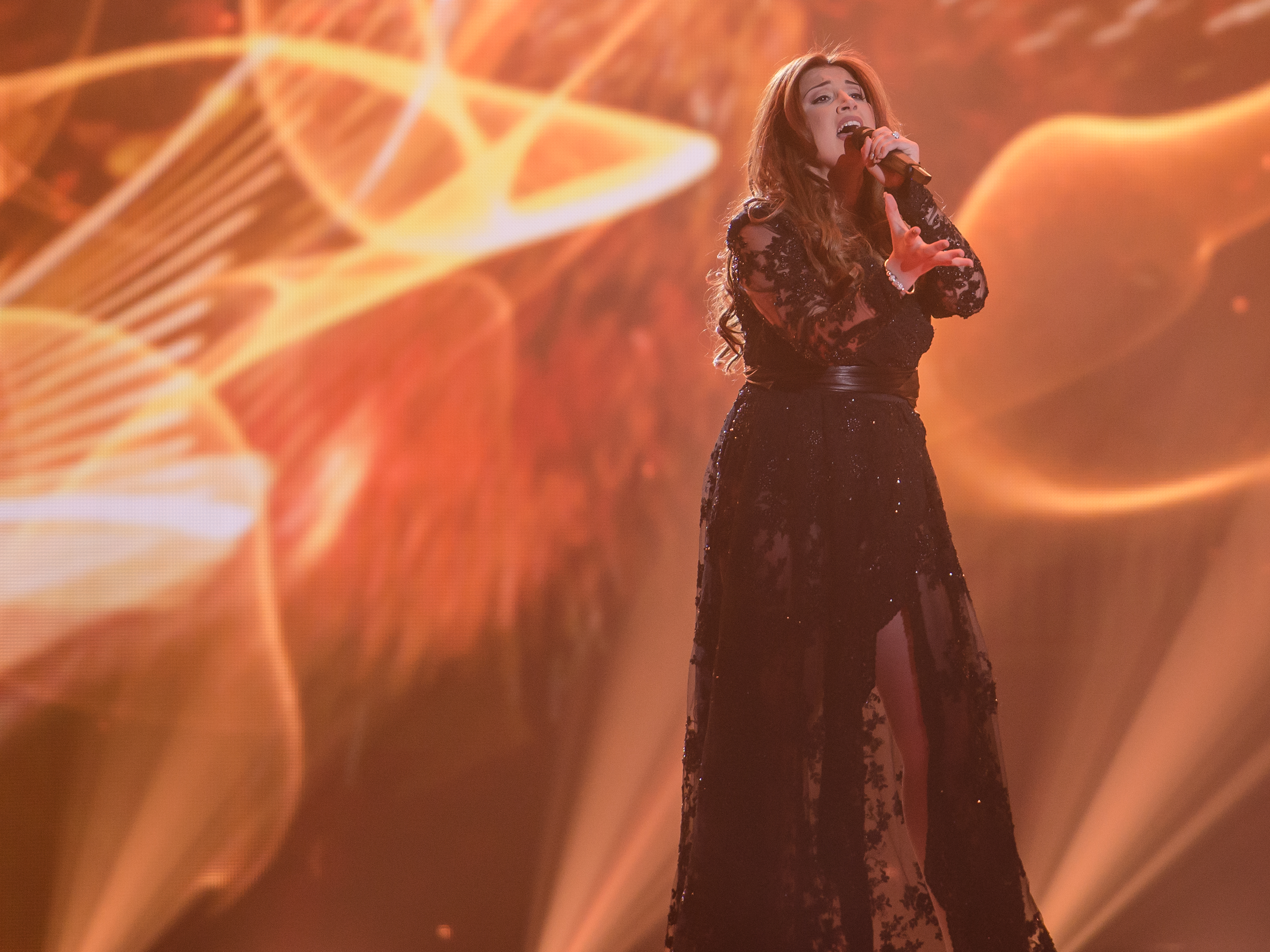
Amber a Viena (2015)
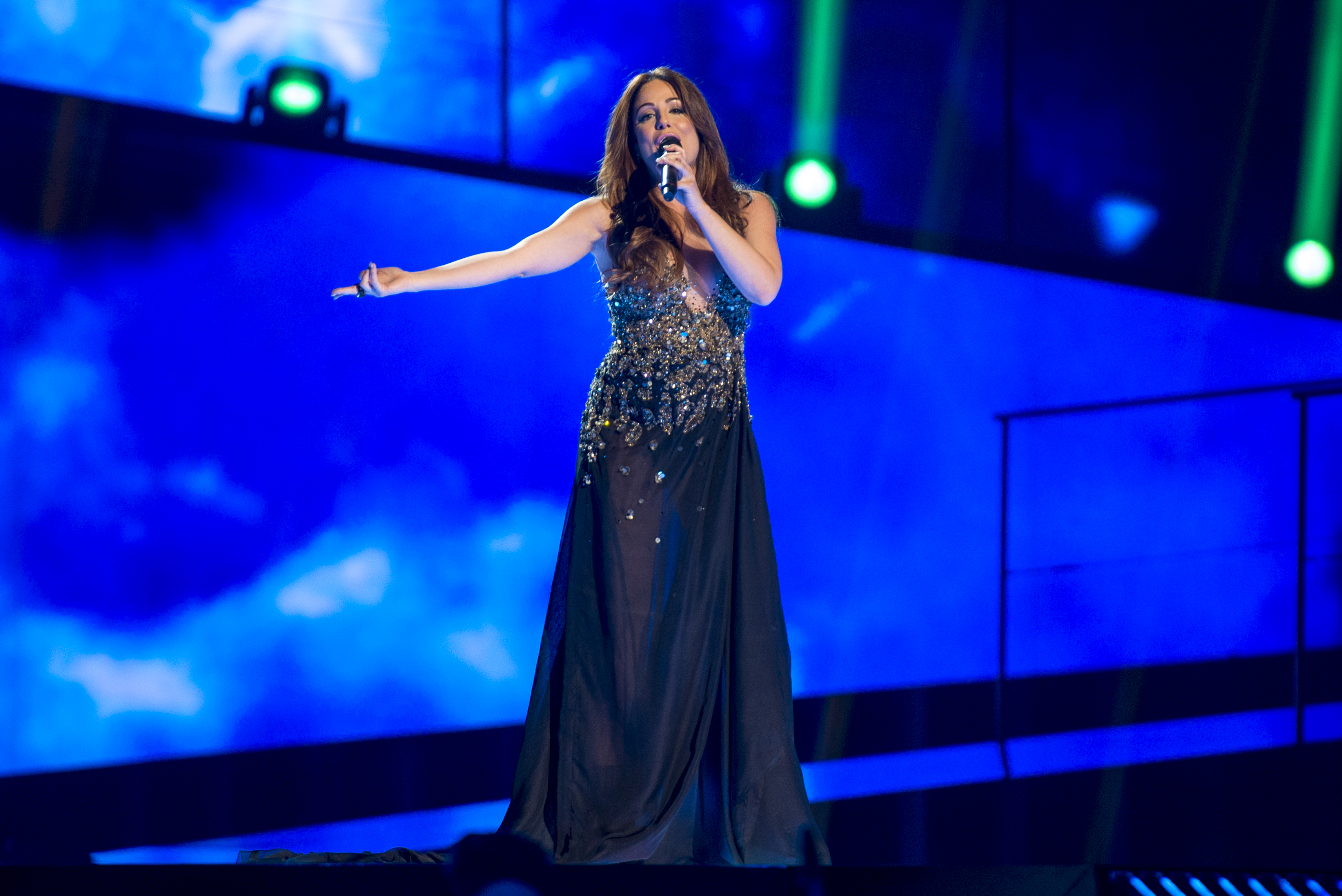
Ira Losco a Estocolm (2016)
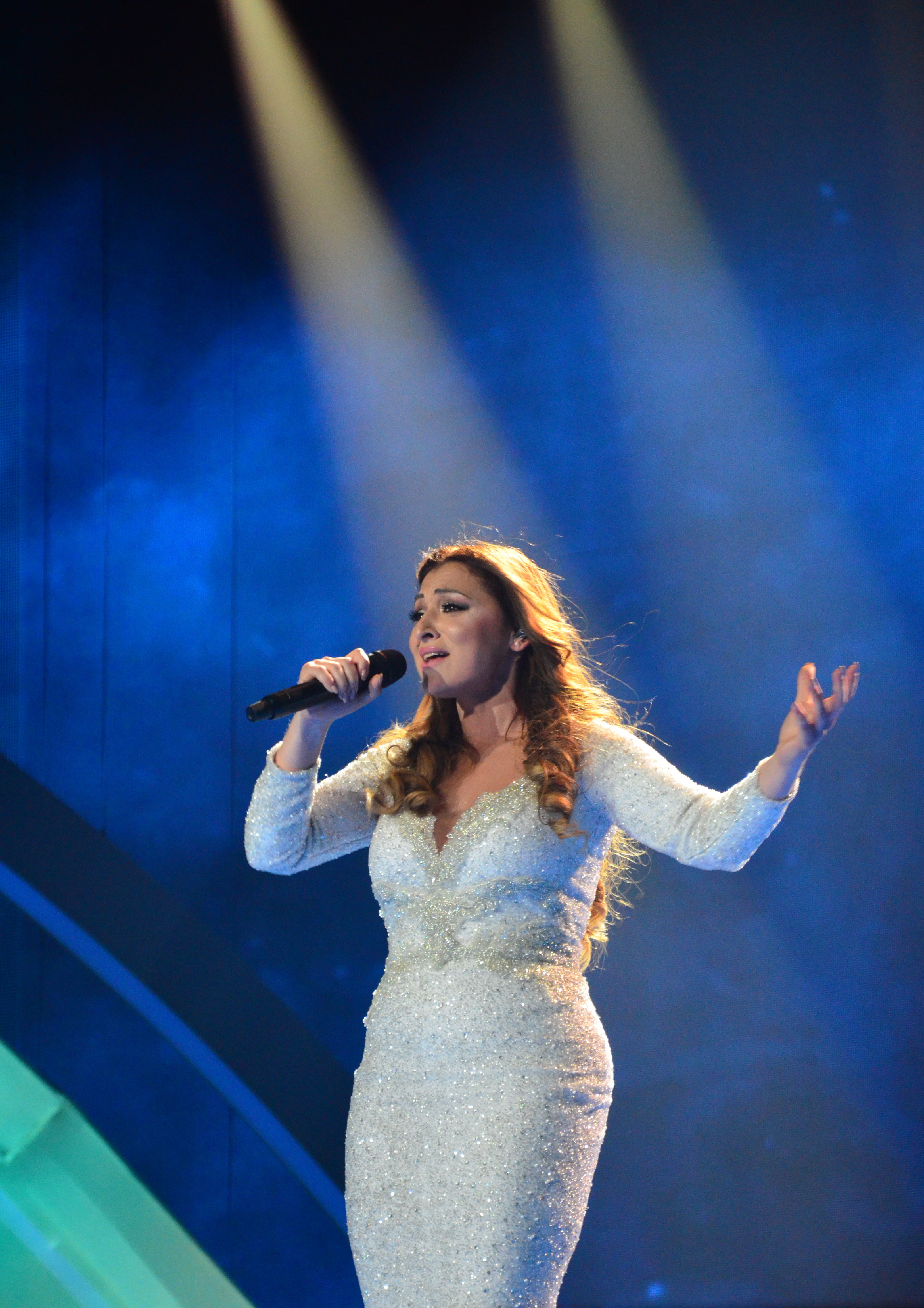
Claudia Faniello a Kíev (2017)
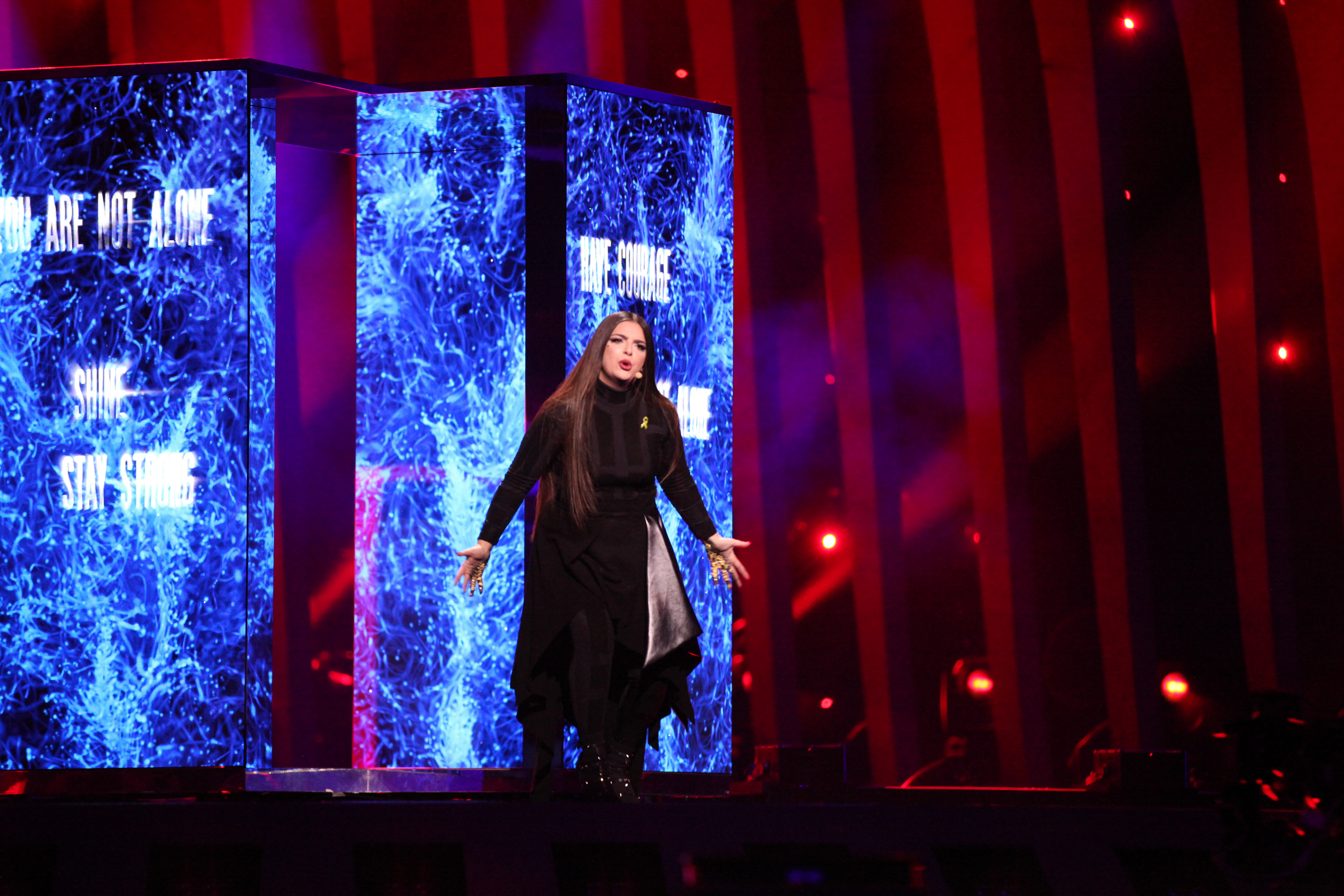
Christabelle a Lisboa (2018)
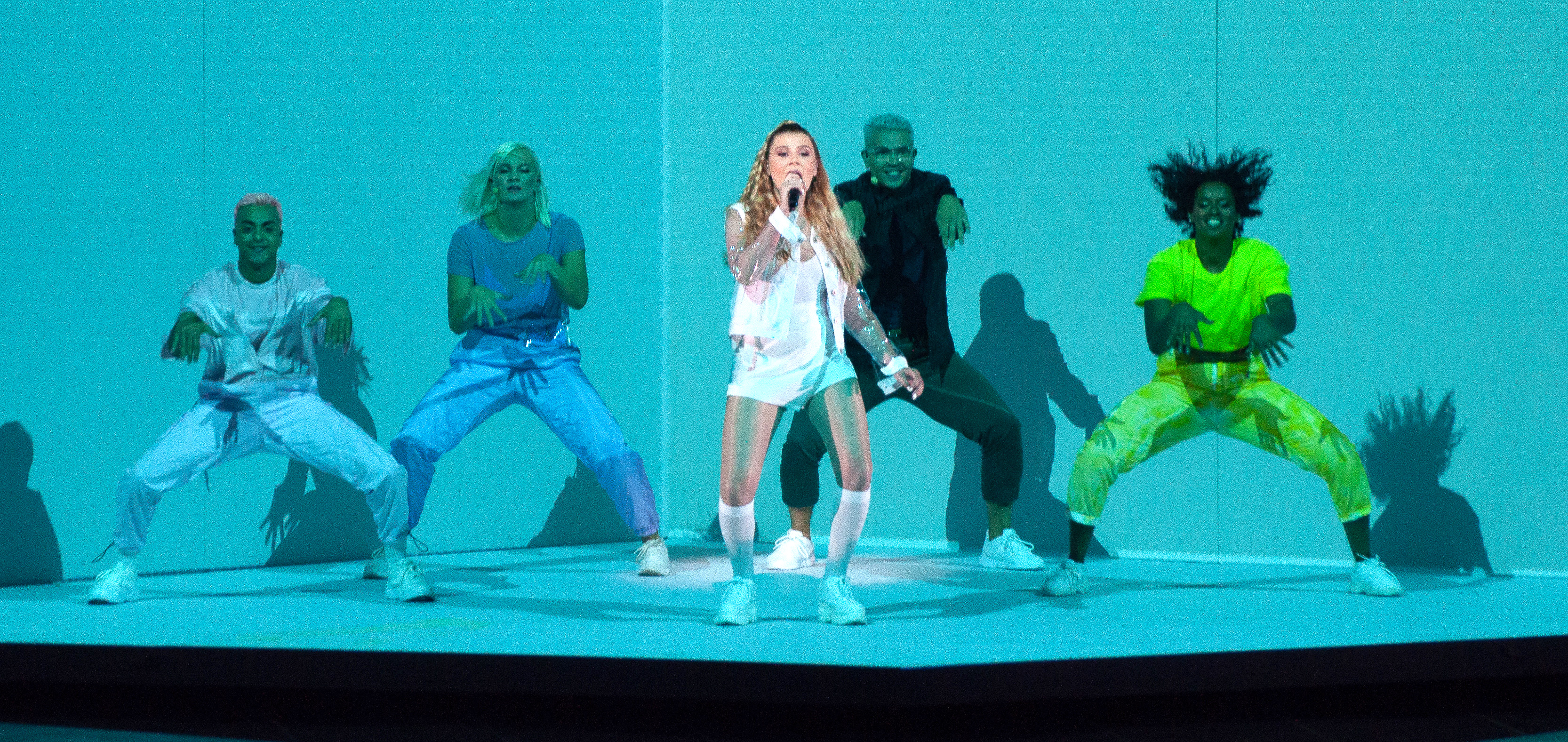
Michela a Tel-Aviv (2019)